# Capstone (kryptografia)
Capstone – projekt prowadzony przez rząd Stanów Zjednoczonych, mający na celu opracowanie standardów kryptografii do celów publicznych i rządowych. Projekt ten był kierowany przez NIST oraz NSA. Projekt został zapoczątkowany w 1993 roku.
Inicjatywa obejmowała cztery podstawowe algorytmy: algorytm szyfrowania danych o nazwie Skipjack wraz z chipem Clipper; algorytm podpisu cyfrowego DSA; funkcję skrótu SHA-1 oraz protokół wymiany klucza. Pierwszą impelementacją Capstone była karta Fortezza PCMCIA.
Wszystkie części Capstone były ukierunkowane na 80-bitowy poziom bezpieczeństwa. Klucze symetryczne miały długość 80 bitów.